# Jean-Olivier Brosseau
Pour les articles homonymes, voir Brosseau.
Jean-Olivier Brosseau (né le 23 juin 1967 à Bressuire) est un athlète français, spécialiste de la marche, licencié au Sèvre Bocage AC.

## Biographie
Jean-Olivier Brosseau, athlète d'un mètre 72 pour 61 kilos, est sacré champion de France en salle du 5 000 m marche, en 1991.
Il participe à trois championnats du monde d'athlétisme, sur 20 kilomètres marche, se classant 16e en 1993, 10e en 1995 et 25e en 1997. il termine par ailleurs 35e des Jeux olympiques de 1996, à Atlanta.
En 1994, il remporte la médaille d'or des Jeux de la Francophonie, à Bondoufle.
Son record personnel sur 20 km marche, établi le 12 juin 1993 à Eschborn en Allemagne, est de 1 h 21 min 35 s.
Il met un terme à sa carrière sportive en 1998.

## Performances
| Année               | Compétition            | Venue                               | Position            | Event               | Notes               |
| Representing France | Representing France    | Representing France                 | Representing France | Representing France | Representing France |
| ------------------- | ---------------------- | ----------------------------------- | ------------------- | ------------------- | ------------------- |
| 1989                | World Race Walking Cup | L'Hospitalet, Spain                 | 84th                | 20 km               | 1:33:42             |
| 1991                | World Race Walking Cup | San Jose, California, United States | 32nd                | 50 km               | 4:08:59             |
| 1993                | World Race Walking Cup | Monterrey, Mexico                   | 28th                | 20 km               | 1:29:20             |
| 1995                | World Race Walking Cup | Beijing, PR China                   | 20th                | 20 km               | 1:23:38             |
| 1997                | World Race Walking Cup | Poděbrady, Czech Republic           | 38th                | 20 km               | 1:22:04             |
| 1993                | World Championships    | Stuttgart, Germany                  | 16th                | 20 km               | 1:25:53             |
| 1995                | World Championships    | Gothenburg, Sweden                  | 10th                | 20 km               | 1:23:34             |
| 1997                | World Championships    | Athens, Greece                      | 25th                | 20 km               | 1:26:39             |
| 1996                | Olympic Games          | Atlanta, United States              | 35th                | 20 km               | 1:26:29             |